# Hassan Kessy
Hassan Khamisi Ramadhani znany jako Hassan Kessy (ur. 25 grudnia 1994 w Morogoro) – tanzański piłkarz grający na pozycji prawego obrońcy. Od 2022 jest zawodnikiem klubu Dodoma Jiji FC.`

## Kariera klubowa
Swoją karierę piłkarską Kessy rozpoczął w klubie Mtibwa Sugar FC. W 2011 roku zadebiutował w nim w tanzańskiej pierwszej lidze. W latach 2014–2016 był zawodnikiem klubu Simba SC, a w latach 2016-2018 - Young Africans SC, z którym w sezonie 2016/2017 został mistrzem Tanzanii. W latach 2018–2020 występował w zambijskim klubie Nkana FC. W sezonie 2018 został z nim wicemistrzem Zambii oraz zdobył Puchar Zambii, a w sezonie 2019/2020 wywalczył mistrzostwo tego kraju. W sezonie 2020/2021 ponownie grał w Mtibwa Sugar FC, a w sezonie 2021/2022 występował w KMC FC. W 2022 przeszedł do Dodoma Jiji FC.

## Kariera reprezentacyjna
W reprezentacji Tanzanii Kessy zadebiutował 7 czerwca 2015 roku w przegranym 0:2 towarzyskim meczu z Rwandą, rozegranym w Kigali. W 2019 roku powołano go do kadry na Puchar Narodów Afryki 2019. Rozegrał w nim trzy mecze grupowe: z Senegalem (0:2), z Kenią (2:3) i z Algierią (0:3).